# Pecteilis radiata
Pecteilis radiata hay còn được gọi là hoa diệc bạch, lan bạch hạc. là một loài thực vật có hoa trong họ Lan. Loài này được (Thunb.) Raf. mô tả khoa học đầu tiên năm 1837.Pecteilis radiata sống chủ yếu ở Nhật Bản, Trung Quốc, Hàn Quốc và Nga. Đây là loài cây thích hợp với đới ôn hòa và nhiều nước. Lan Bạch Hạc có chiều cao từ 15 đến 50 cm.
Hoa nở chủ yếu từ tháng 7 tới tháng 8 hàng năm.
Mỗi bông có đường kính khoảng 3 cm.
Hoa thích hợp với vùng khí hậu ôn hòa và nhiều nước.
Loài hoa này thường tượng trưng cho sự tinh tế, trong sáng và sang trọng.
Hiện nay, diệc bạch đang đứng trước nguy cơ tuyệt chủng.

## Hình ảnh

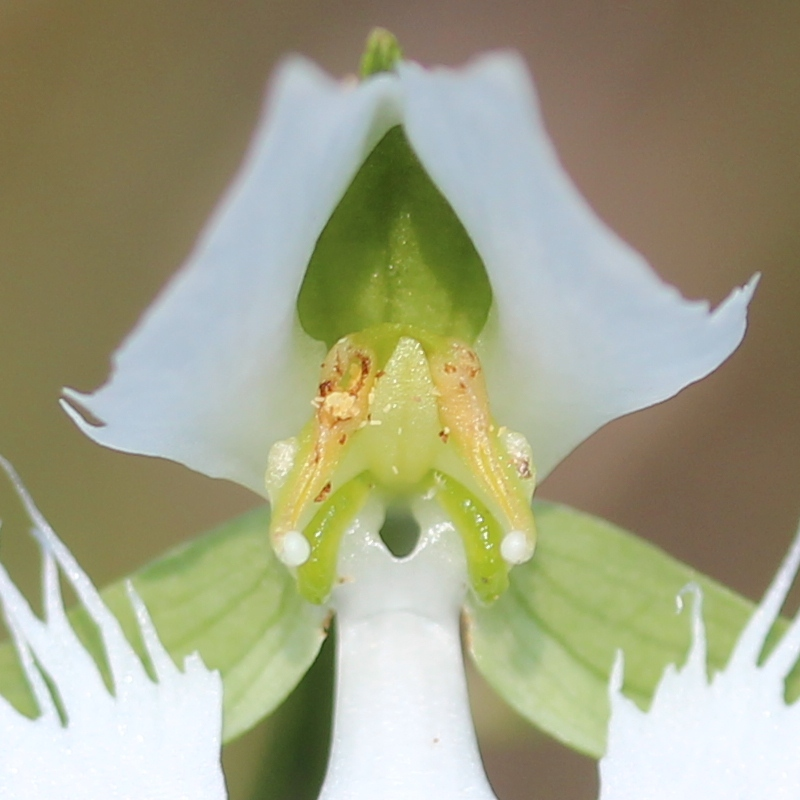
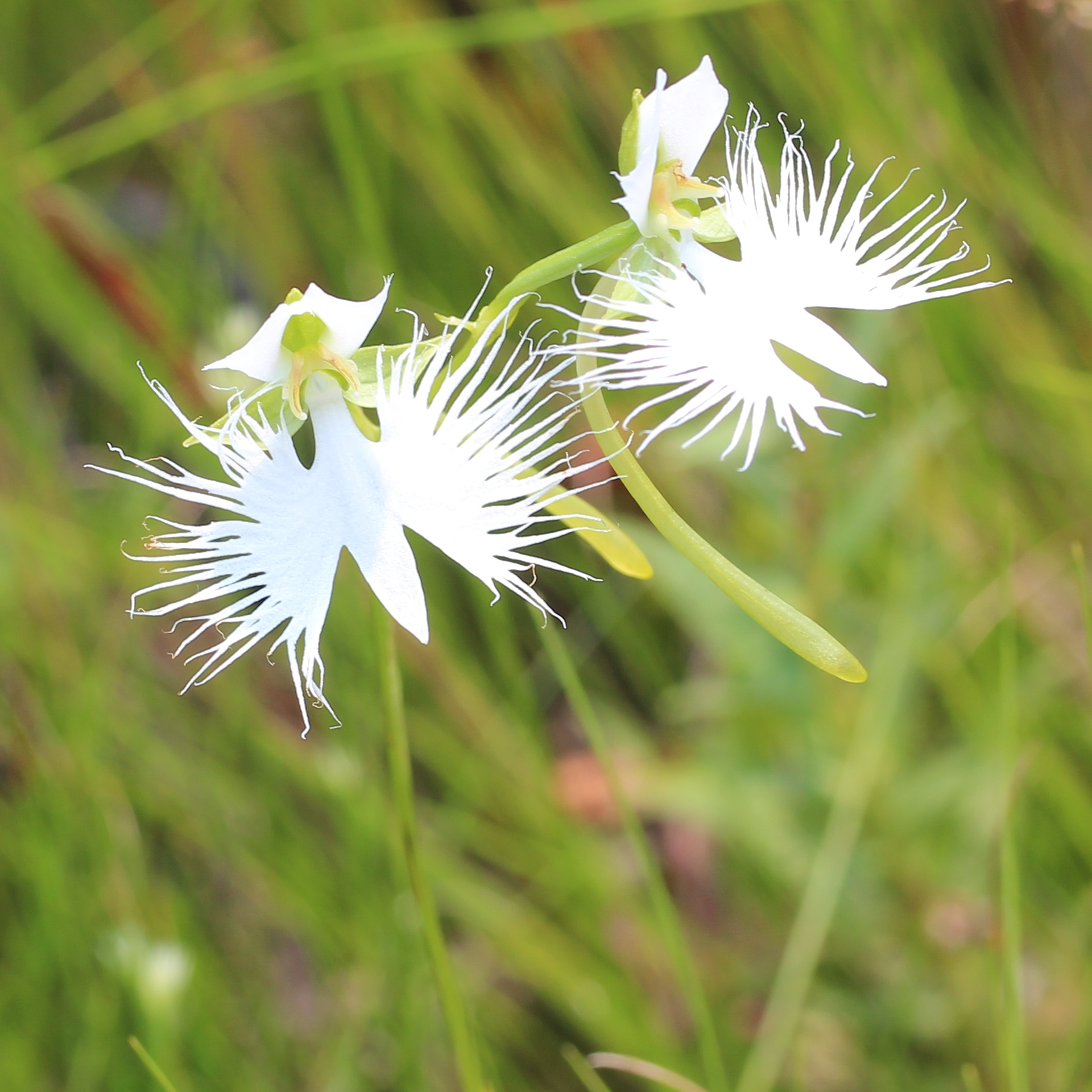
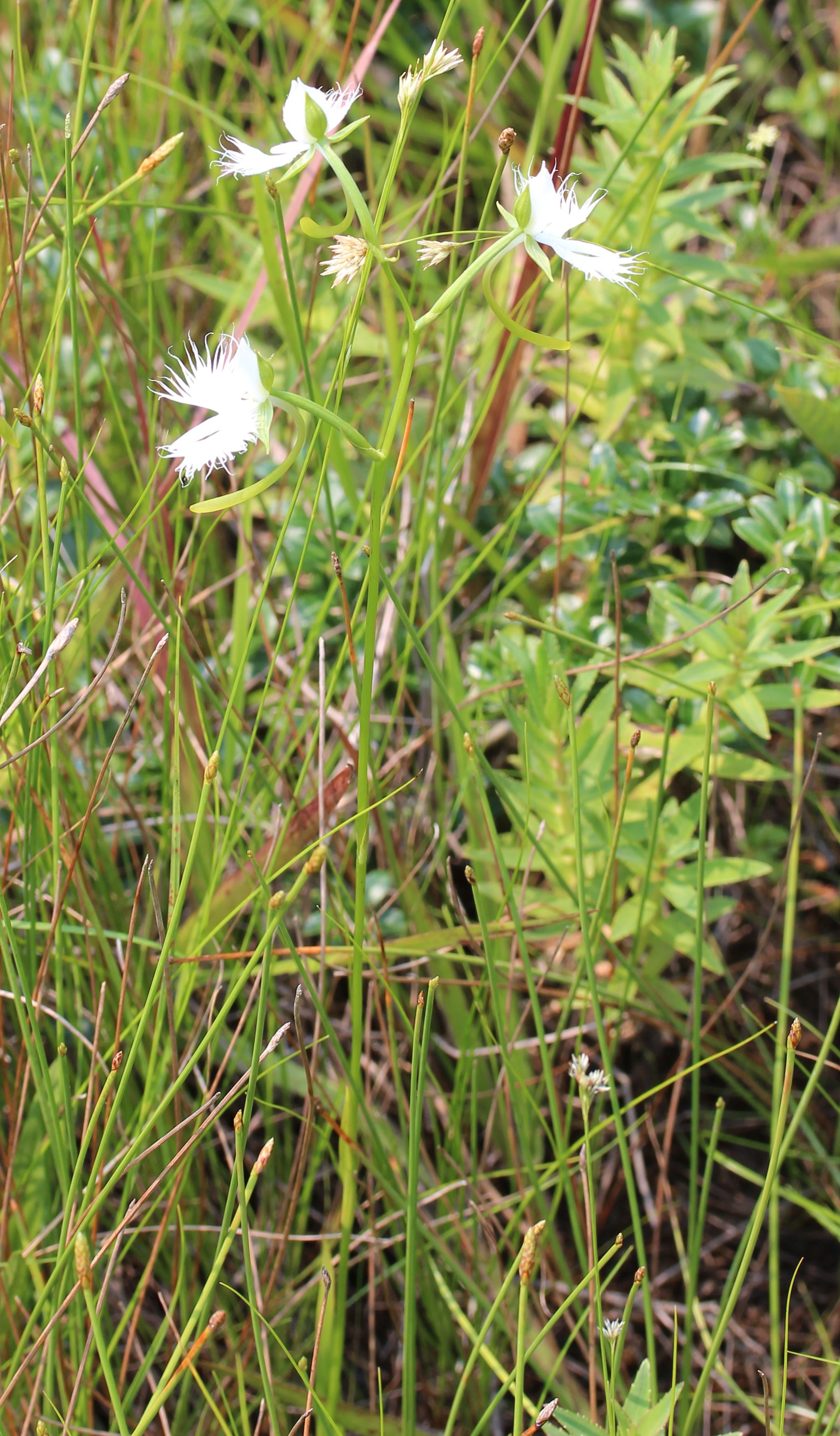